# De 538 Ochtendshow met Tim, Rick, Niels & Florentien
De 538 Ochtendshow met Tim, Rick, Niels & Florentien, ook wel bekend als De 538 Ochtendshow, is een Nederlands radioprogramma van de commerciële radiozender Radio 538. Het programma is iedere maandag tot en met vrijdag te horen van 6.00 tot 10.00 uur en wordt gepresenteerd door Tim Klijn. Op zaterdag is sinds 2024 een compilatie-uitzending te horen tussen 09.00 en 12.00 uur onder de naam Beste van de 538 Ochtendshow. Deze compilatie-uitzending wordt gepresenteerd door Niels van der Veen.

## Geschiedenis
Op 28 december 2021 werd bekend dat Frank Dane en zijn team van De 538 Ochtendshow met Frank Dane niet terug zouden keren in de programmering van Radio 538. Diezelfde dag werd bekend dat Wietze de Jager – met sidekick Klaas van der Eerden en nieuwslezer Mart Grol – Dane zou gaan opvolgen. Dane was op dat moment met vakantie en De Jager was al als invaller te horen in de ochtend.
Het nieuwe programma, De 538 Ochtend met Wietze & Klaas, begon officieel op 3 januari 2022.
Op 12 april 2023 maakte De Jager bekend dat De 538 Ochtend met Wietze & Klaas zou gaan stoppen. Na de zomer van 2023 zouden Tim Klijn, Niels van Baarlen en Rick Romijn de nieuwe ochtendshow van de zender gaan maken. Echter werd op 31 mei 2023 bekendgemaakt dat het trio al per 5 juni 2023 te horen zal zijn op Radio 538 ter vervanging van De Jager en Van der Eerden. Ook nieuwslezer Grol moest plaats maken, hij werd vervangen door Florentien van der Meulen. Met de komst van Klijn, Van Baarlen en Romijn is tussen 5.00 en 6.00 een uur te horen met hoogtepunten uit de ochtendshow. Presentatie is in handen van Niels van der Veen.
Het programma won op 25 januari 2024 de Gouden RadioRing voor beste programma van 2023, waarbij presentator Klijn ook nog werd verkozen tot beste presentator van 2023. Het programma liet hiermee onder andere The Friday Move van Wilfred Genee en de Q Middagshow met Domien Verschuuren achter zich.

## Medewerkers

### Presentator
- Wietze de Jager (2022–2023)
- Martijn La Grouw (2024–heden, invaller)
- Tim Klijn (2023–heden)

### Sidekicks
- Niels van Baarlen (2023–heden)
- Klaas van der Eerden (2022–2023)
- Rick Romijn (2023–heden)

### Nieuwslezers
- Annemarie Brüning (2024, invaller)
- Mart Grol (2022–2023)
- Florentien van der Meulen (2023–heden)
- Malou Petter (2025–heden, invaller)
- Hannelore Zwitserlood (2024, invaller)

### Producers
- Lars van Heeswijk (2024–heden)
- Niels van der Veen (2023–heden)

## Programma
Een vast onderdeel van de show van Klijn, Romijn, Van Baarlen en Van der Meulen is De Eerste Luisteraar. Net na de start van het programma om 06:00 uur hebben luisteraars de mogelijkheid om in te bellen en shirt te winnen met daarop de tekst 'De Eerste Luisteraar'. Later in de ochtend is er ook het onderdeel Lekker Na De Wekker. Hierbij legt het team de luisteraar een keuze voor tussen twee nummers die een link hebben met de dag van uitzending, bijvoorbeeld de verjaardag van de zanger(es) van het nummer. De geselecteerde luisteraar wint dan een groene of paars badjas naar keuze. Het team belt op maandagen rond 09:45 uur met Peter Heerschop die opvallend nieuws bespreekt in een column. Op vrijdag rond 09:45 uur is cabaretier Rob Scheepers te horen met De Week in Oneliners.

## Evenementen

### De 538 OchtendRun
Op maandag 5 februari 2024 startte De 538 Ochtend een actie in samenwerking met Sponsorloper Jeroen van Veen om geld in te zamelen voor het Prinses Máxima Centrum. Van Veen liep op dat moment al 315 dagen achter elkaar gemiddeld 10 kilometer hard om geld in te zamelen en dat bedrag was toen ruim 680 duizend euro. Het programma stelde als doel een miljoen euro te bereiken en startte de verkoop van startbewijzen voor de De 538 OchtendRun. Er is plek voor 538 deelnemers, die zich kunnen inschrijven voor 538 euro, die 5,38 kilometer zullen afleggen in het Olympisch Stadion van Amsterdam. Verschillende bekende Nederlanders sloten zich aan bij de actie, waaronder Robert Doornbos, Chantal Janzen en Bas Smit.